# (3247) Di Martino
Pour les articles homonymes, voir Di Martino.
(3247) Di Martino est un astéroïde de la ceinture principale.

## Description
(3247) Di Martino est un astéroïde de la ceinture principale. Il fut découvert le 30 décembre 1981 à la station Anderson Mesa par Edward L. G. Bowell. Il présente une orbite caractérisée par un demi-grand axe de 2,38 UA, une excentricité de 0,13 et une inclinaison de 3,9° par rapport à l'écliptique.

## Compléments